# 道の駅信州蔦木宿
道の駅信州蔦木宿（みちのえき しんしゅうつたきじゅく）は、長野県諏訪郡富士見町にある国道20号の道の駅である。

## 概要

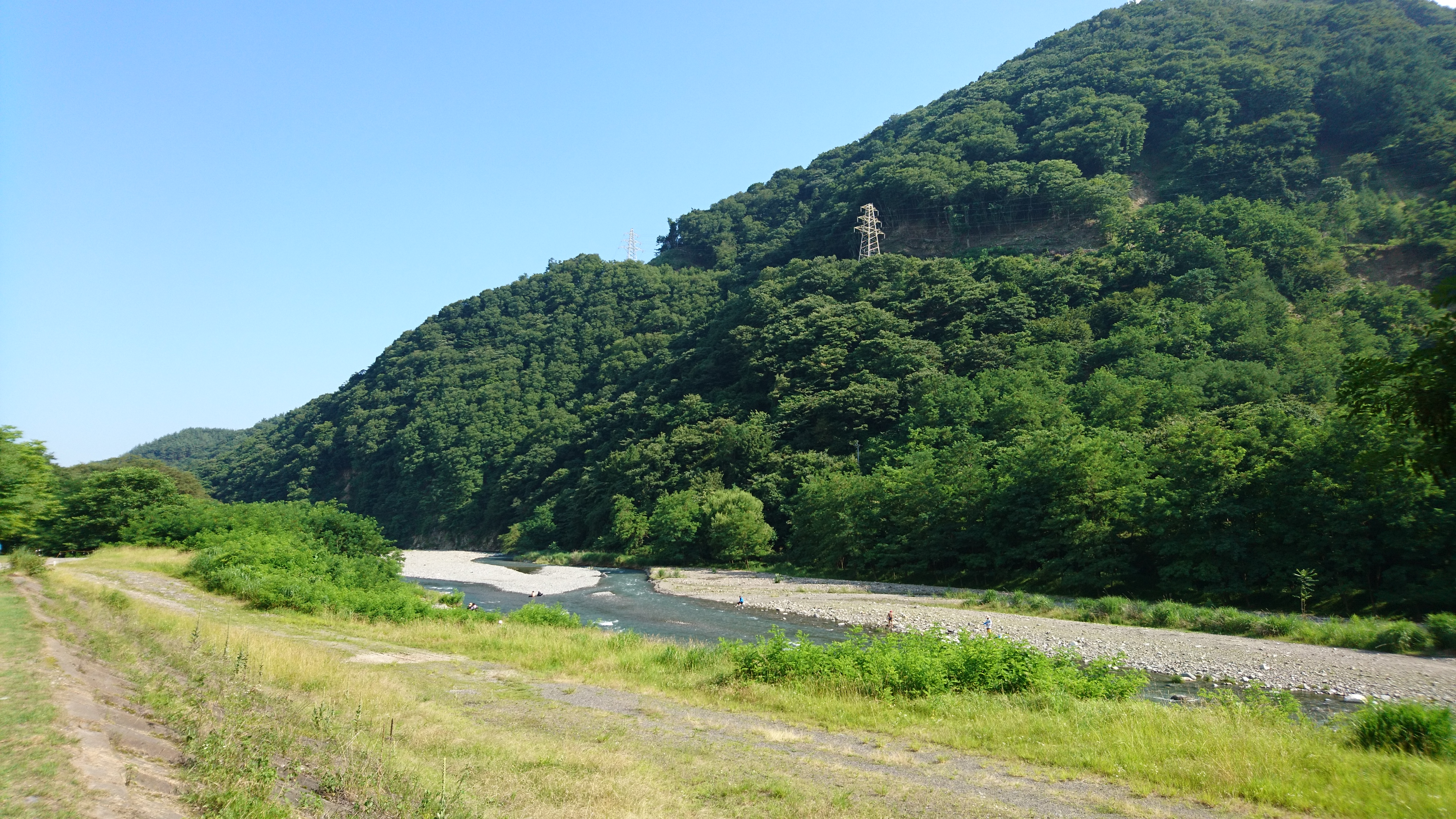
道の駅信州蔦木宿の横を流れる釜無川

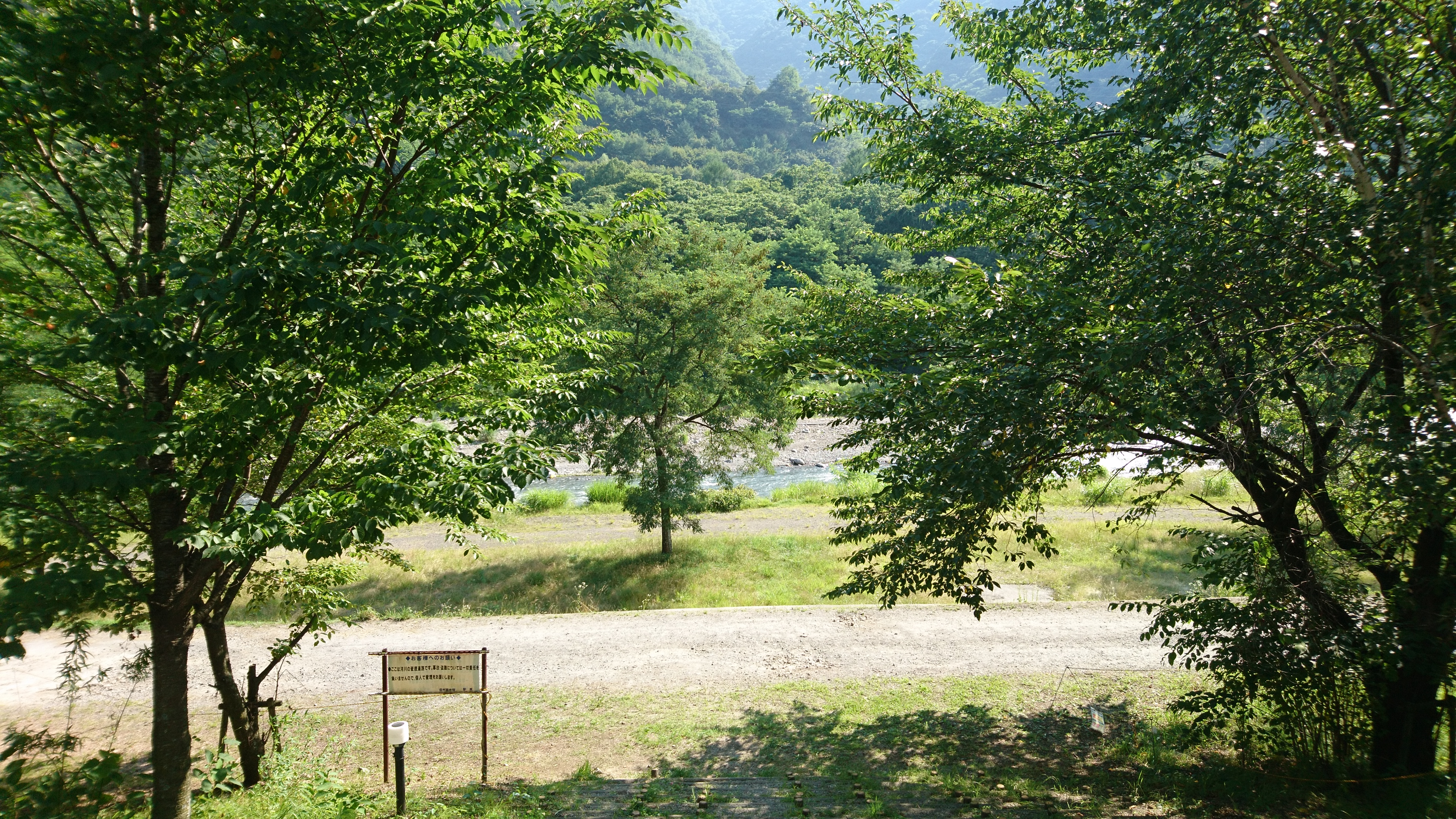
駐車場から降りる釜無川

名の由来となっている甲州街道の蔦木宿は、江戸時代は信州の玄関口となる宿場町として、幕府の奉行所公認の民間運輸・中馬によって栄えたところで、道の駅の建物はその当時の様子をしのばせる木造建築が並び雰囲気を醸している。
毎年11月3日に「新そば祭り」を開催してオーケストラ演奏やよさこい踊りの披露など多彩な催しを展開するほか、「夏祭り」や秋の「新米まつり」などの年中行事や、冬季を除いて毎月開催されるフリーマーケット、6月 - 10月の最終日曜日の「新鮮野菜市」などを開催するイベント会場として、また、諏訪郡歌体操お披露目会や農家向けの勉強会などを行う地域のコミュニティセンターとしても活用されている。
八ヶ岳中信高原国定公園に含まれる富士見町は、八ヶ岳連峰西麓の裾野に位置し、登山やハイキング、スキー、ゴルフなどを楽しむことができる避暑地として知られる。道の駅信州蔦木宿は釜無川に面し、桜並木に囲まれた駐車場から徒歩で川辺に降り、景色や川遊びを楽しむことができるスポットともなっている。

## 施設
富士見町と国土交通省の協同で整備、運営されている。駐車場・トイレ・情報ステーション・除雪ステーションを国土交通省が管理し、休憩・情報コーナー・レストラン・物産館・温泉等の地域振興施設部分を富士見町が管理する。
地域振興施設を実際に運営しているのは、2006年（平成18年）4月以降、町から指定管理者の指定を受けた「信州蔦木宿推進協議会」である。信州蔦木宿推進協議会は、宿場町時代の賑わいを取り戻すことを願い、地域住民が出資し合って結成したという。野菜直売所で販売されている農産物は、近隣の茅野市や原村のほか、山梨県北杜市からも入荷している。
地域文化を紹介する施設としても充実を図っており、敷地内に、諏訪大社の例祭で長野県指定無形民俗文化財でもある御柱祭で実際に用いられためどてこを展示する。

### 国土交通省管轄
- 駐車場
  - 普通車：90台[10]
  - 大型車：18台
  - 身障者用：4台
- EV充電スタンド：1台
- トイレ （身障者用のみ24時間利用可能）
  - 男：大 2器、小 5器
  - 女：5器
  - 身障者用：1器
- 公衆電話（24時間利用可能）[11]

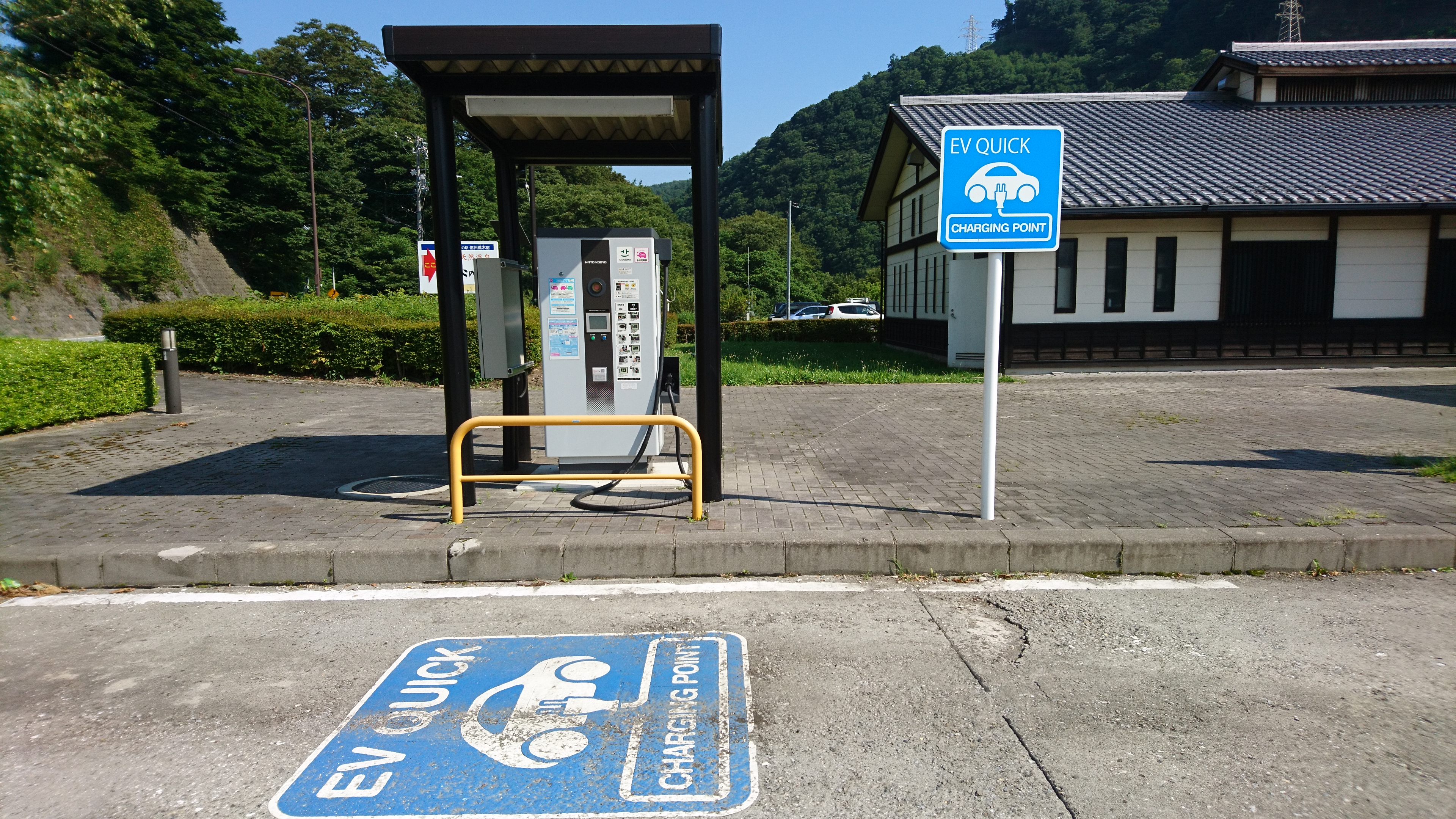
道の駅「信州蔦木宿」にあるEV充電スタンド

- 情報ステーション（8:00 - 22:00） - 道路情報や気象情報をスクリーンで常時放送する[11]。JR時刻表など周辺のアクセス情報も備える。
- 除雪ステーション

### 地域振興施設
- インフォメーションカウンター(情報コーナー)
- レストラン
- 物産館
- スタンプ
- 休憩室
- 温泉

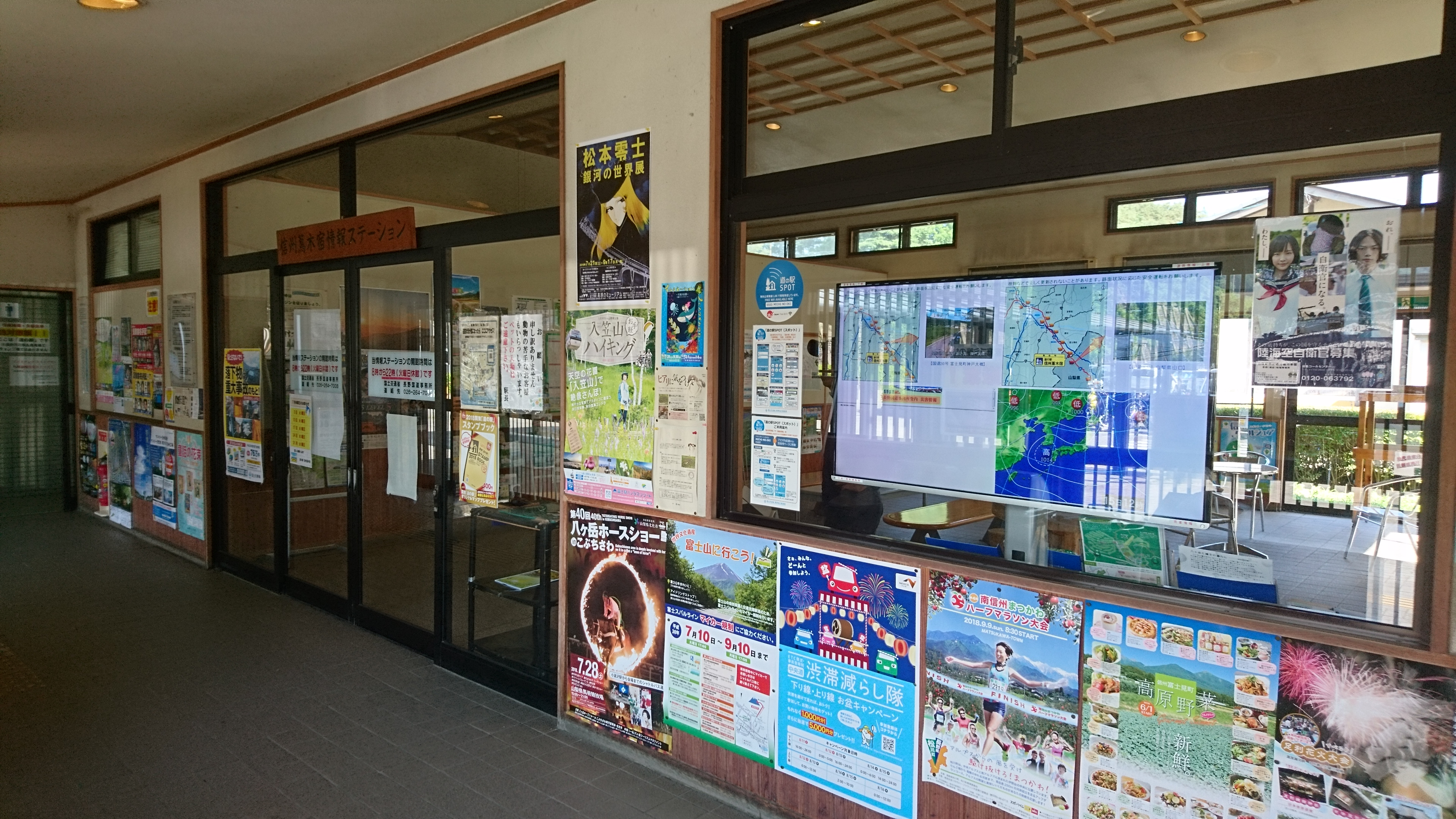
情報ステーション前
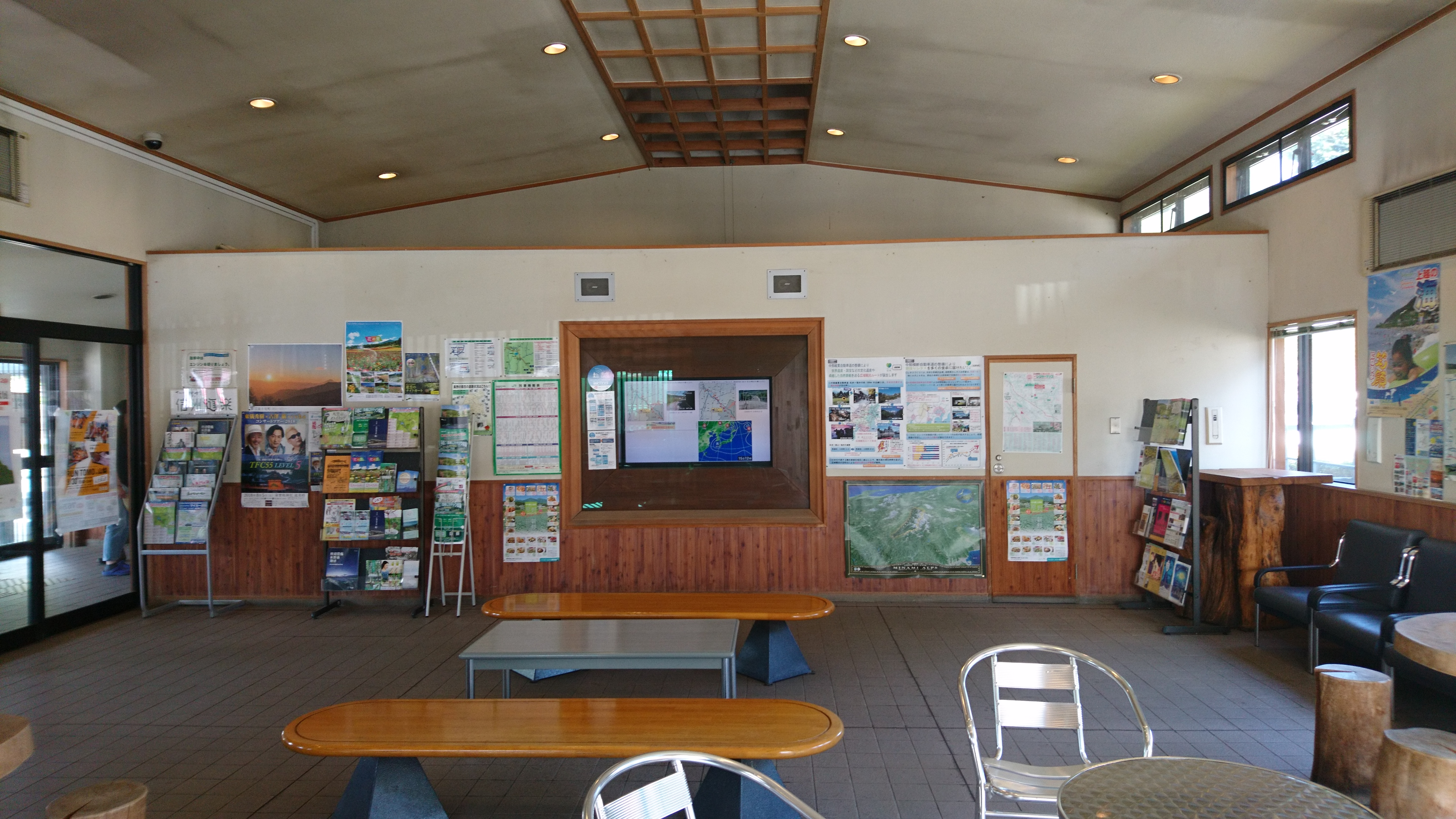
情報ステーション
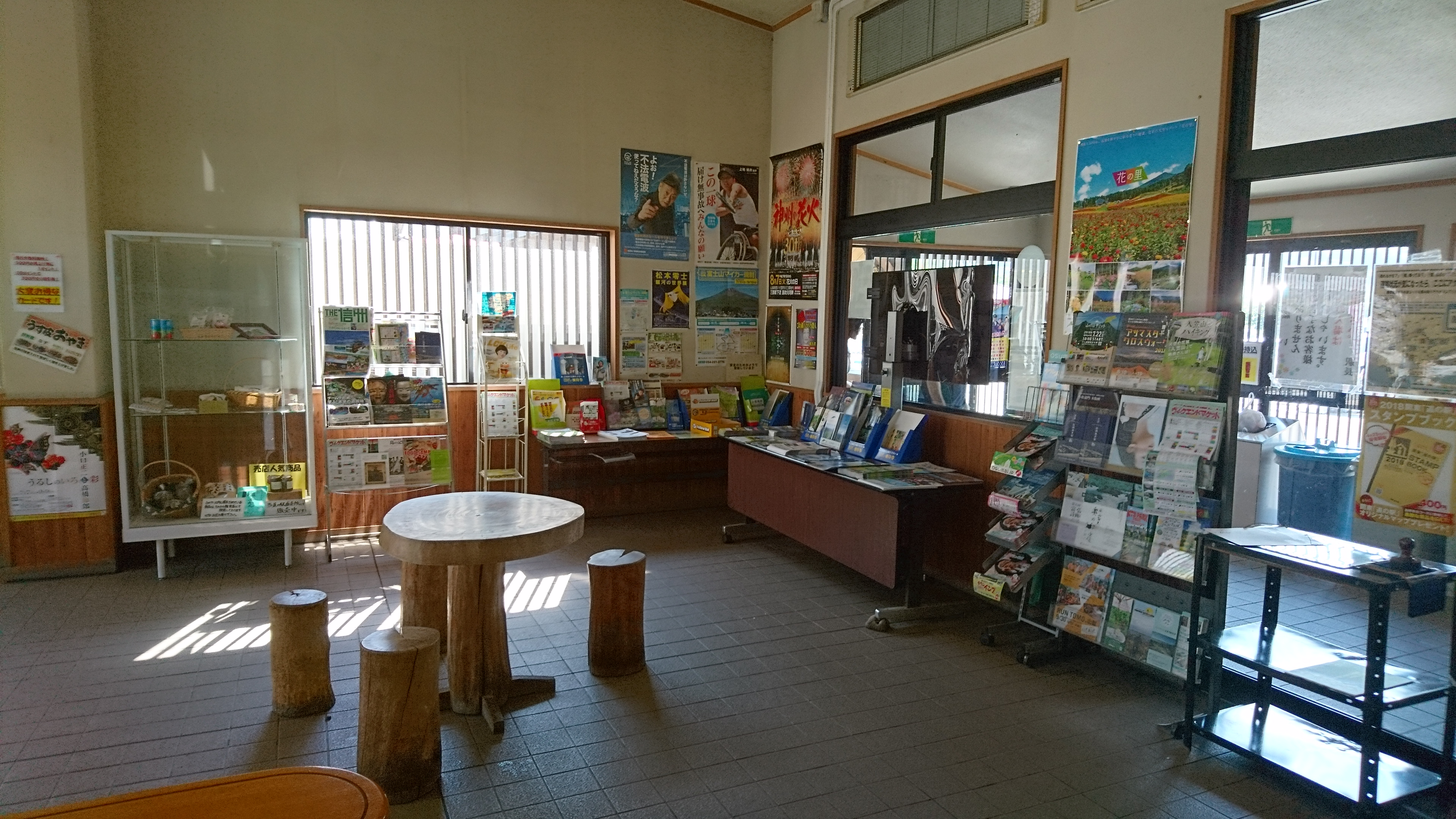
情報ステーション内の地域情報コーナー
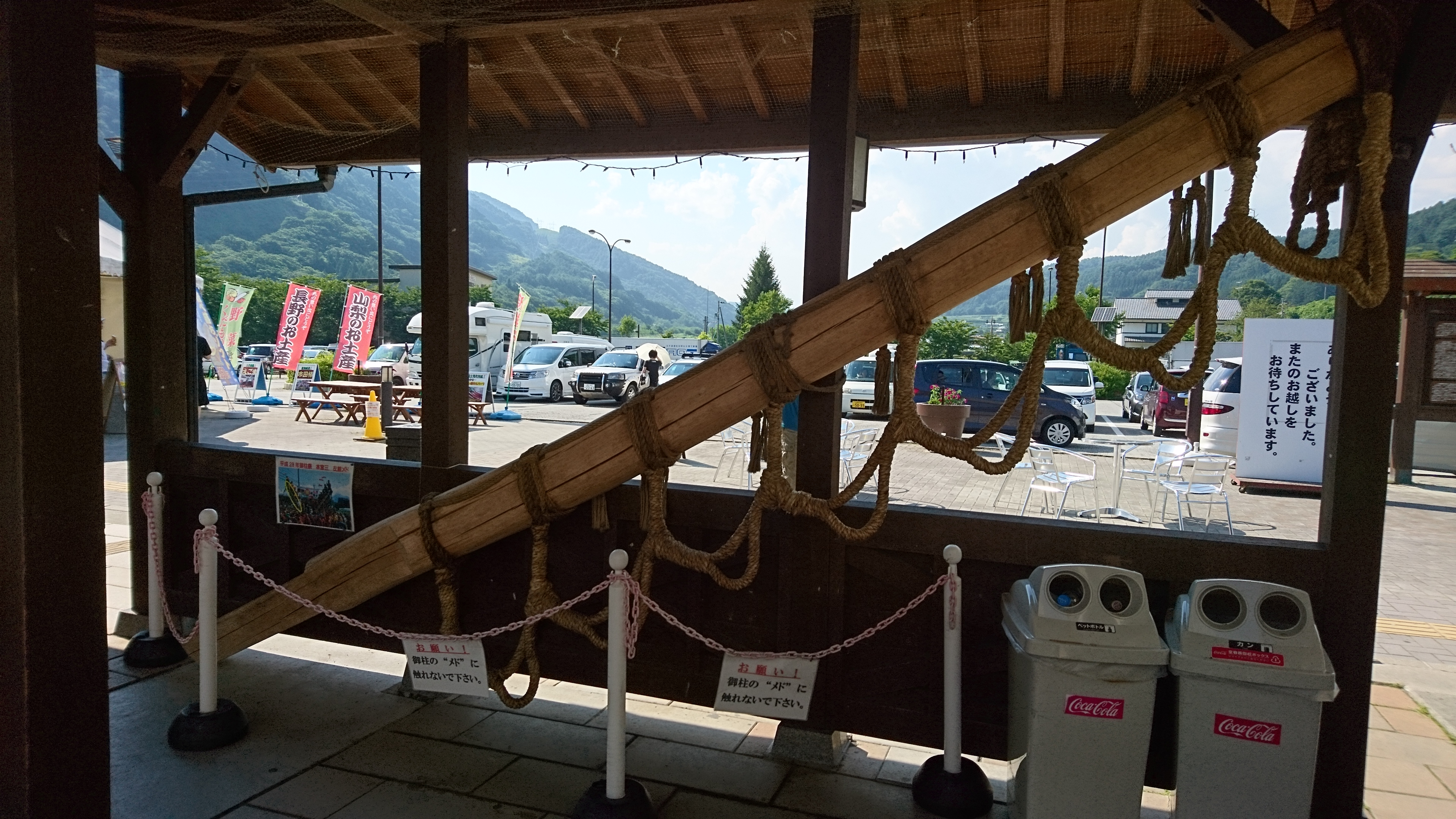
道の駅信州蔦木宿に展示されている2016年（平成28年）の御柱祭で使用された本宮三の左前の「めどてこ（メド）」

#### 温泉「つたの湯」

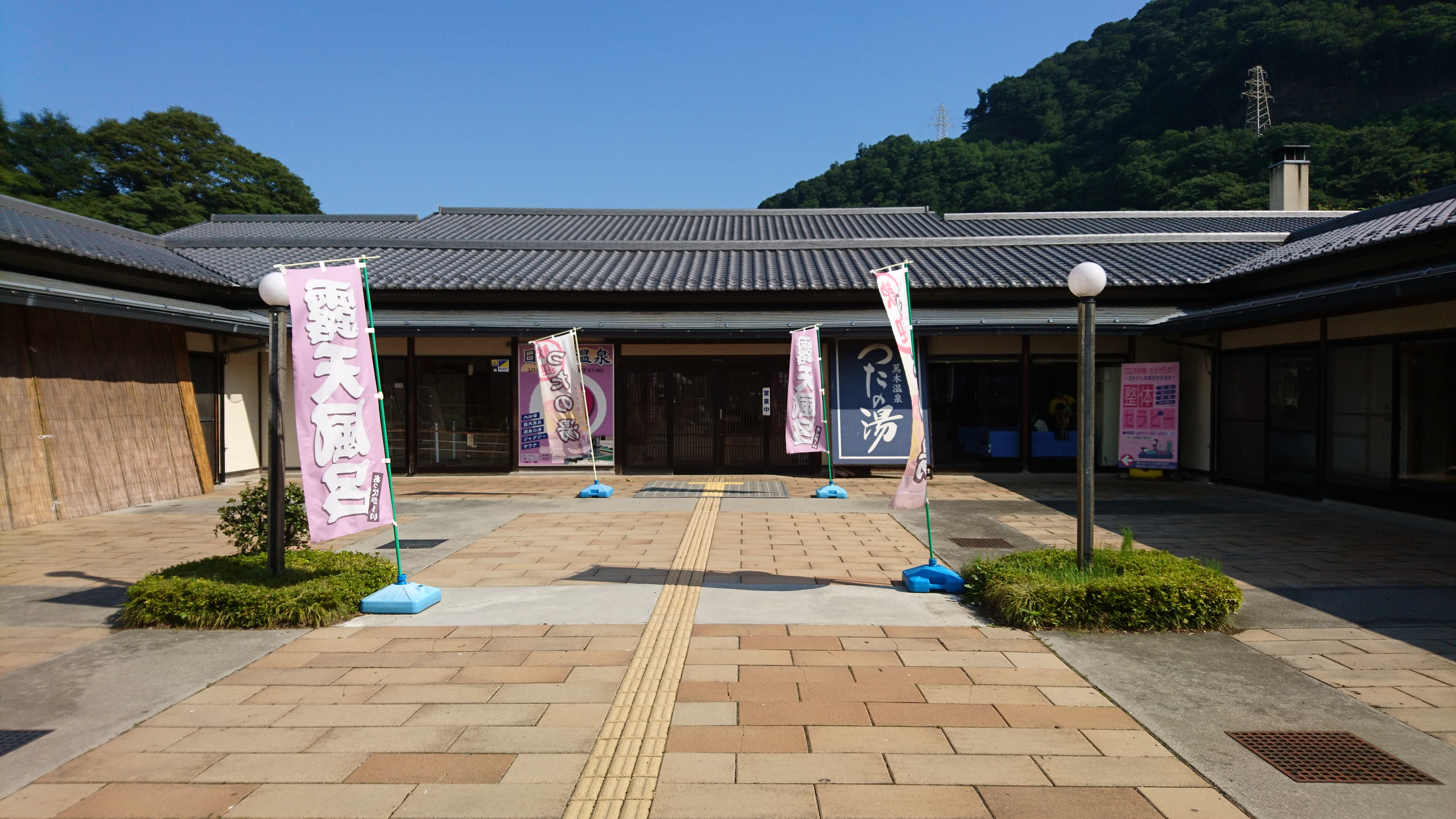
温泉施設「つたの湯」

浴場は大浴場、露天風呂、源泉かけながしの湯、ジャグジー、サウナがあり、休憩室を備える。泉質はナトリウム及びカルシウムを含む硫酸塩・塩化物温泉の天然温泉で、源泉の温度は32.7度。一般に温泉に共通する筋肉痛などの疾患・疾病のほか、切傷・火傷・慢性皮膚病などの皮膚疾患、虚弱児童、慢性婦人病、動脈硬化症によいとされている。館内は床暖房を完備する。約100名が休息できる和室休憩室は、食べ物を持ち込むことができ、湯茶の無料サービスがある。
毎月26日は、「風呂の日」のイベントとして、「りんご湯」「ゆず湯」「しょうぶ湯」「ミント風呂」「ヒノキ風呂」等の季節ごとに変わり風呂を設置し、抽選会やドリンクサービスを行っている。また、新年最初の営業日を「初湯祭」として、年賀タオルや甘酒のサービスが行われる。
入湯料金は、中学生以上大人600円、4歳以上小学生400円。併設のレストラン「てのひら館」では食事と入浴券がセットになった「温泉セット」メニューがあり、別々に支払うより割安である。12枚つづりの回数券は、表紙の裏に記名して提出すると抽選で景品が当たる抽選会が年2回行われる。「つたの湯」の営業時間は10:00 - 22:00となっているが、最終受付は21：30まで。
館内に「小さな整体室」を備え、専任の整体師が常駐している。1回15分以上60分までの整体は予約制で、電話での予約も受け付けている。整体室の営業時間は11:00 - 19:00、最終受付は18:00。整体室に限り、火曜水曜が定休日となっている。

#### レストラン「てのひら館」

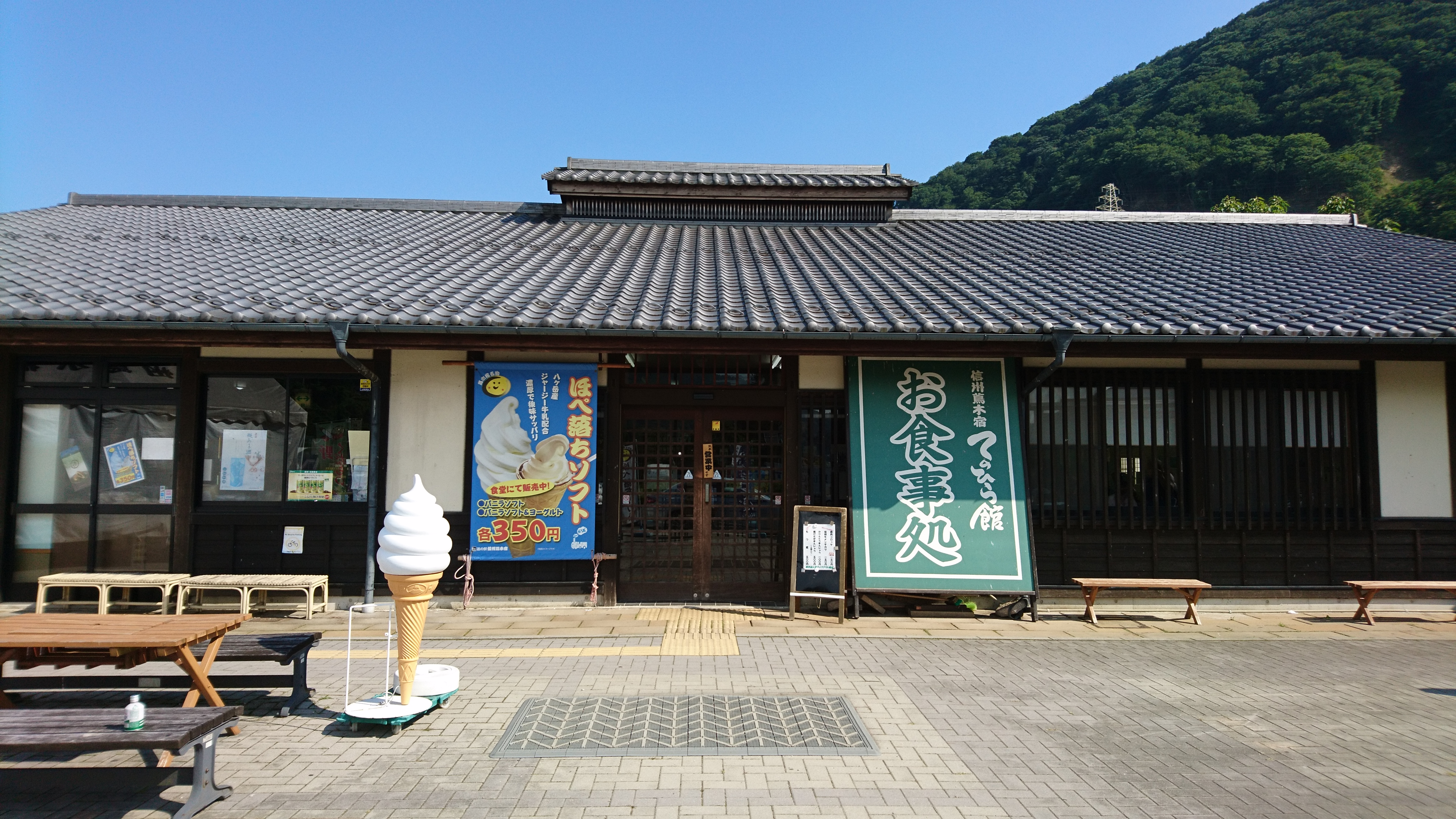
レストラン・物産館

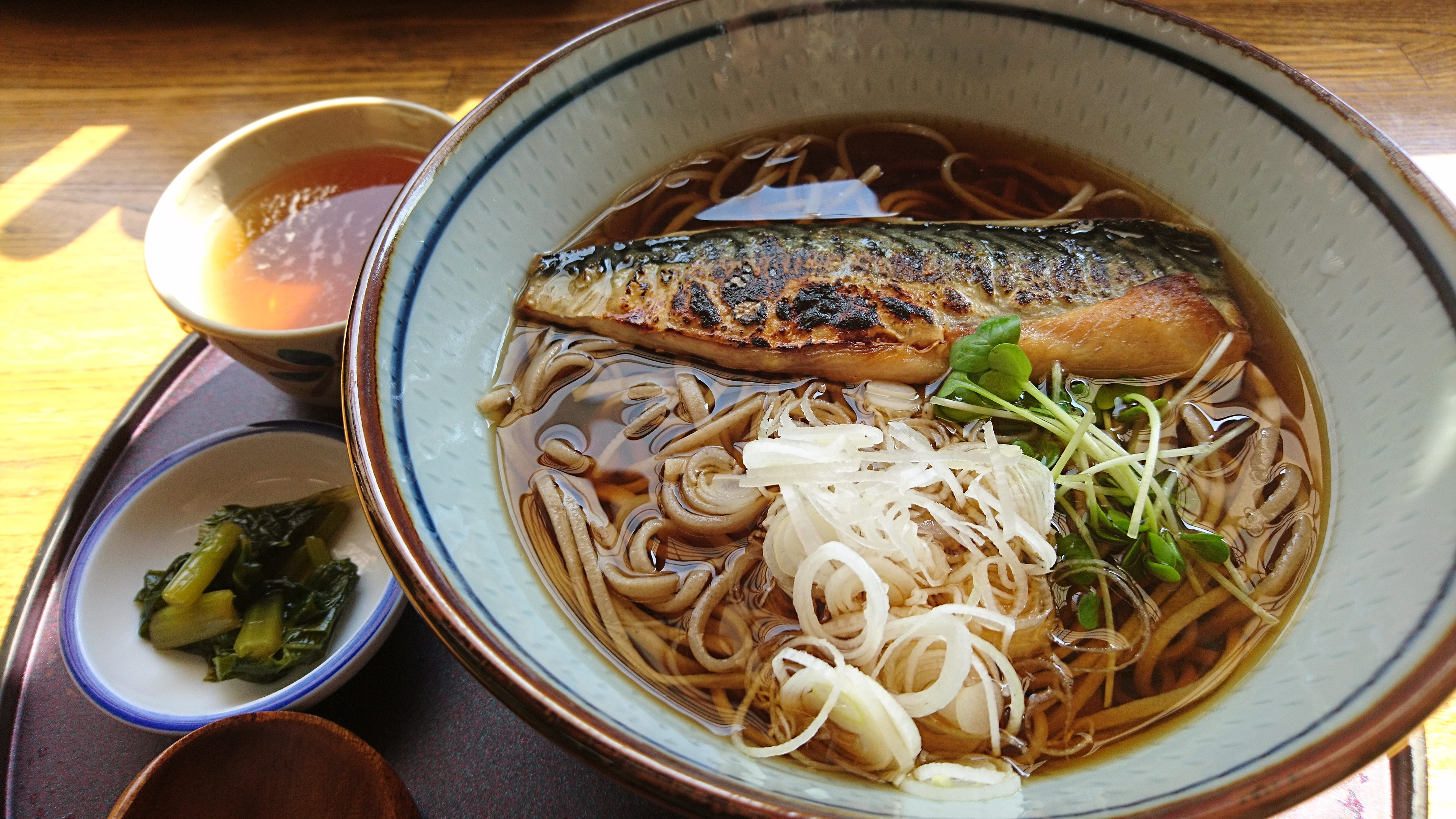
「てのひら館」の焼き鯖のせ蕎麦（荒挽き）

レストランでは、八ヶ岳山麓産のそば粉を使用する10種類以上のそばメニューのほか、地元産の米「蔦木米」や旬の食材を用いたメニューがある。そば粉は、そば殻の付いたものを粗目のふるいにかける「荒挽き」と、そば殻をすべて剥いた「丸抜き」、「丸抜き十割」の3種類で、手打ちである。ご当地ソフトクリームとして野辺山高原の牛乳工場「ヤツレン」から直送されるジャージー牛の牛乳を使用した「ほぺ落ちソフト」がある。2016年（平成28年）6月26日には内閣総理大臣の安倍晋三が公務中の昼食会で訪れ、手打ち蕎麦と「ほぺ落ちソフト」を食した写真記録が残されている。道の駅信州蔦木宿は、富士見町の特産品であるルバーブの販売・加工にも力を入れており、安倍晋三は「ルバーブジャムサンド」と「真っ赤なルバーブカレー」も試食した。ルバーブカレーは富士見高校の生徒会が「ご当地カレー」として企画開発した商品で、JA主催の「みんなde笑顔プロジェクト」東日本大会で優秀賞を受賞、レトルトパックでも販売されている。
2016年（平成28年）10月26日には、BSジャパンの番組『ローカル路線バス乗り継ぎの旅』の特別編、熱海から金沢を3泊4日で行く旅番組の2日目の行程で、俳優の田中要次、芥川賞作家の羽田圭介、元AKB48の宮澤佐江が13:00頃から約1時間滞在し、昼食をとった。「ぶっかけ茄子」と「ほぺ落ちソフト」を食した記録が残る。てのひら館レストランのレジ横のパネルに、3人全員のサイン入り色紙が展示されている。この番組は、2016年（平成28年）11月26日に放送された。
このほか、数名の著名人による来店記念のサイン入り色紙が残されている。オーダーストップは20:00。

#### 物産館
物産館は、レストラン「てのひら館」とひとつづきの建物となっており、直売エリアと土産物エリアにわかれる。地元・蔦木産の小麦粉や米、卵やチーズなどの乳製品や、きくらげ、鹿肉の加工食品といった八ヶ岳山麓の幸を取りそろえ、古代米など地域の特産品や富士見町限定商品、長野・山梨両県の定番の土産物を販売する。
施設内の厨房「まんまる工房」では、土曜・日曜・祝日に、富士見町蔦木地区の女性グループが調理した、地元食材を用いた総菜やおにぎり、えごまおはぎ、そばいなり寿司等、郷土食を販売している。おにぎりは、蔦木米と町内の「味の開発研究会」が大豆の栽培から着手する「富士見高原みそ」に旬の山菜等を加えたもので評価が高く、午前中に完売することもある。町内で栽培された「赤いルバーブ」や南米原産のキヌアを入れたおにぎりなどの変わり種もある。「蔦木米」は、2017年（平成29年）には平均白米食味値が86点と高い評価を獲得している。食味値は65 - 75点が標準とされ、一般に70点を超えると良質な米とみなされる。蔦木米の主力は「コシヒカリ」であるが、物産館では「ミルキークイーン」や、長野県のオリジナル米「風さやか」も取り扱っている。
富士見高原味噌ほか、物産館の商品は電話やファックス、メールでの注文や、全国発送も行っており、会計では現金・クレジットカードのほか、suica等の交通系電子マネーのほぼすべてと、おもな電子マネーの15種類を支払いに使用することができる。また、全館共通の割引券と引き換えることができる有効期限のないポイントカードを導入している。

## 休館日
- 毎週火曜日 （祝日の場合、翌日）
- 1月1日

## アクセス
- 国道20号 - 登録路線
  - 長野県道11号北杜富士見線
  - 中央自動車道 小淵沢IC（インターチェンジ）から県道「高根・富士見線」を南に4キロメートル、国道20号を西に500メートル（車で約6分）[28]。
  - 中央自動車道 諏訪南ICから県道「払沢・富士見線」を南に1キロメートル、国道20号を東に15キロメートル（車で約13分）[9]。諏訪ICから車で20分[28]。
- JR及びタクシー利用の場合[28]
  - 中央本線「信濃境駅」からタクシーで6分。
  - 中央本線「小淵沢駅」からタクシーで8分。

## 周辺の名所旧跡・景勝地
長野県諏訪地域振興局では、諏訪南地区一帯の名所旧跡を次の5つのブロックに分けて、田園空間施設と位置付け、それぞれの特徴を紹介している。道の駅「信州蔦木宿」は、このうちの「息づく農村文化とすみきった水にふれあえるゾーン」に含まれる。

### 息づく農村文化とすみきった水にふれあえるゾーン
- 敬冠院
- 鹿島山三光寺（曹洞宗）……諏訪三十三観音霊場1番[31]。
- 常昌寺
- 古代蓮[32]
- 田端しだれ桜（諏訪の巨木シダレザクラ）[32]
- 安楽院（ぼろばた織）[32]
- 農村舞屋[32]
- 井戸尻遺跡 [32]
- 井戸尻考古館（車で約10分）[33]

### 田園空間と八ヶ岳の眺望を楽しむゾーン
- 高栄寺
- ドルメン類似遺跡[34]
- 乙事諏訪神社[32][35]

### 用水の歴史にふれるゾーン
- 八幡社
- 山の神ため池[32]
- 八ヶ岳眺望の丘[32]

### 星空のはえるロマンチックな空間ゾーン
- 臥龍遺跡……諏訪八十八番弘法大師霊場のひとつ[36]。
- 白樺
- 八ヶ岳農場
- 八ヶ岳自然文化園[37]
- 養川堰（一ノ瀬汐）[38]
- 八ヶ岳中央高原
- 八ヶ岳美術館

### 八ヶ岳の裾野に広がる縄文文化のゾーン
- 尖石縄文考古館（国宝土偶・縄文のビーナス、仮面の女神）[39]
- 風除け公園・風除け松[39]
- 養川堰（滝之湯堰）[39]
- 康耀堂美術館[40]
- 竜神池[41]
- 穴倉と水車小屋[39]

### その他
- 富士見パノラマリゾート（車で約20分）
- 富士見高原リゾート（車で約30分）
- 入笠山